# Ruaidhrí mac Neachtain Ó Domhnaill
Ruaidhrí mac Neachtain Ó Domhnaill (mort le 7 avril 1454) , 15e O'Donnell ou Ua Domhnaill du  clan, et roi de  Tyrconnell en Irlande de 1452 à sa mort.

## Premières années
Ruaidhrí mac Neachtain Ó Domhnaill est le fils aîné de Neachtan mac Toirdhealbhaigh Ó Domhnaill,.
Après le meurtre de son père en 1452, il devient le 15e Ó Domhnaill en opposition avec son cousin germain Domnhall mac Niall Ghairbh Ó Domhnaill l'un des meurtriers de son père qui est reconnu Ó Domhnaill par ses partisans. Dans les troubles qui s'ensuivent, Domnhall mac Niall est capturé par traîtrise par Ó Doherty et enfermé dans le château d'Inis. Ruaidhri mac Nechtain  qui veut s'emparer de son concurrent met le siège devant le château, appuyé par les Ó Kane et les Mac Quillin. Domnhall obtient de ses geôliers qu'ils le libèrent pour participer à la défense et tue son cousin d'un jet de pierre à la tête qui lui fracasse le crâne le 7 avril 1454. Il est ensuite reconnu comme le 16e Ó Domhnaill.

## Sources
- (en) T.W Moody, F.X. Martin, F.J. Byrne A New History of Ireland , Volume IX Maps, Genealogies, Lists. A companion to Irish History part II . Oxford University Press réédition 2011  (ISBN 9780199593064).
- (en) Steven G. Ellis, Ireland in the Age of the Tudors, 1447-1603, Routledge Édition, 1998 (ISBN 978-0-582-01901-0)